# Aegiochus pushkini
Aegiochus pushkini is een pissebed uit de familie Aegidae. De wetenschappelijke naam van de soort is voor het eerst geldig gepubliceerd in 1982 door Kussakin & Vasina.